# Сан Николо Комелико (Белуно)
Сан Николо Комелико (итал. San Nicolò Comelico) је насеље у Италији у округу Белуно, региону Венето.
Према процени из 2011. у насељу је живело 90 становника. Насеље се налази на надморској висини од 1064 м.